# Epiceraticelus fluvialis
Epiceraticelus fluvialis is een spinnensoort in de taxonomische indeling van de hangmatspinnen (Linyphiidae).
Het dier behoort tot het geslacht Epiceraticelus. De wetenschappelijke naam van de soort werd voor het eerst geldig gepubliceerd in 1931 door Crosby & Bishop.